# Valsonne
Valsonne és un municipi francès situat al departament del Roine i a la regió d'Alvèrnia-Roine-Alps. L'any 2007 tenia 820 habitants.

## Demografia

### Població
El 2007 la població de fet de Valsonne era de 820 persones. Hi havia 312 famílies de les quals 88 eren unipersonals (48 homes vivint sols i 40 dones vivint soles), 76 parelles sense fills, 124 parelles amb fills i 24 famílies monoparentals amb fills.
La població ha evolucionat segons el següent gràfic:
Habitants censats

### Habitatges
El 2007 hi havia 422 habitatges, 318 eren l'habitatge principal de la família, 60 eren segones residències i 44 estaven desocupats. 369 eren cases i 53 eren apartaments. Dels 318 habitatges principals, 210 estaven ocupats pels seus propietaris, 103 estaven llogats i ocupats pels llogaters i 5 estaven cedits a títol gratuït; 6 tenien una cambra, 21 en tenien dues, 47 en tenien tres, 90 en tenien quatre i 154 en tenien cinc o més. 223 habitatges disposaven pel capbaix d'una plaça de pàrquing. A 135 habitatges hi havia un automòbil i a 158 n'hi havia dos o més.

### Piràmide de població
La piràmide de població per edats i sexe el 2009 era:
| Homes | Edats   | Dones |
| ----- | ------- | ----- |
| 0     | 95 o +  | 0     |
| 0     | 90 a 94 | 0     |
| 12    | 85 a 89 | 12    |
| 4     | 80 a 84 | 0     |
| 12    | 75 a 79 | 24    |
| 12    | 70 a 74 | 20    |
| 8     | 65 a 69 | 16    |
| 20    | 60 a 64 | 12    |
| 16    | 55 a 59 | 8     |
| 40    | 50 a 54 | 24    |
| 32    | 45 a 49 | 24    |
| 20    | 40 a 44 | 16    |
| 20    | 35 a 39 | 12    |
| 32    | 30 a 34 | 24    |
| 28    | 25 a 29 | 36    |
| 24    | 20 a 24 | 12    |
| 12    | 15 a 19 | 12    |
| 24    | 10 a 14 | 28    |
| 36    | 5 a 9   | 24    |
| 4     | 0 a 4   | 36    |

## Economia
El 2007 la població en edat de treballar era de 498 persones, 402 eren actives i 96 eren inactives. De les 402 persones actives 371 estaven ocupades (206 homes i 165 dones) i 31 estaven aturades (16 homes i 15 dones). De les 96 persones inactives 29 estaven jubilades, 31 estaven estudiant i 36 estaven classificades com a «altres inactius».

### Ingressos
El 2009 a Valsonne hi havia 327 unitats fiscals que integraven 831,5 persones, la mediana anual d'ingressos fiscals per persona era de 15.913 €.

### Activitats econòmiques
Dels 29 establiments que hi havia el 2007, 1 era d'una empresa de fabricació de material elèctric, 5 d'empreses de fabricació d'altres productes industrials, 10 d'empreses de construcció, 3 d'empreses de comerç i reparació d'automòbils, 1 d'una empresa de transport, 2 d'empreses d'hostatgeria i restauració, 2 d'empreses financeres, 2 d'empreses de serveis, 2 d'entitats de l'administració pública i 1 d'una empresa classificada com a «altres activitats de serveis».
Dels 13 establiments de servei als particulars que hi havia el 2009, 1 era una oficina de correu, 2 tallers de reparació d'automòbils i de material agrícola, 1 paleta, 1 guixaire pintor, 3 fusteries, 2 lampisteries, 1 electricista i 2 restaurants.
L'únic establiment comercial que hi havia el 2009 era una botiga de menys de 120 m².
L'any 2000 a Valsonne hi havia 15 explotacions agrícoles que ocupaven un total de 486 hectàrees.

## Equipaments sanitaris i escolars
El 2009 hi havia una escola elemental.

## Poblacions més properes
El següent diagrama mostra les poblacions més properes.